# پست دیده‌بانی
پست دیده‌بانی (انگلیسی: Observation post) پست یا موقعیتی موقت یا ثابت است که سربازان می‌توانند از آنجا حرکات دشمن را زیر نظر داشته باشند، در مورد سربازان نزدیک شونده هشدار دهند یا آتش مستقیم شلیک کنند. در اصطلاحات نظامی، پست دیده‌بانی هر موقعیت از پیش انتخاب شده‌ای است که از آنجا مشاهدات انجام می‌شود، این موقعیت ممکن است شامل تأسیسات موقتی مانند وسیله نقلیه پارک‌شده به عنوان ایست بازرسی کنار جاده یا حتی یک هواپیمای هوابرد باشد.
هنگام انتخاب یک پست دیده‌بانی (موقت) نیروهای آموزش دیده باید از مکان‌های آشکار و قابل توجه مانند قله تپه‌ها، برج‌های آب یا سایر عوارض زمینی دورافتاده اجتناب کنند و اطمینان حاصل کنند که می‌توان از طریق یک مسیر پنهان به پست دیده‌بانی دسترسی پیدا کرد. در این روش، دیده‌بان در پست باید هر ۲۰ تا ۳۰ دقیقه یکبار تغییر مکان دهد، زیرا هوشیاری پس از چنین زمانی به‌طور قابل توجهی کاهش می‌یابد.
پست‌های دیده‌بانی باید حداقل با دو پرسنل (بیشتر، برای دفاع و چرخش ناظر، در صورتی که قرار است پست برای مدت طولانی‌تری حفظ شود) مستقر شوند و باید وسیله‌ای برای ارتباط با سلسله مراتب فرماندهی، ترجیحاً از طریق تلفن به جای رادیو، فراهم شود.